# ブランドン・ブラウナー
ブランドン・ブラウナー（Brandon Browner 1984年8月2日- ）は、アメリカ合衆国カリフォルニア州ロサンゼルス市パコイマ地区出身の元アメリカンフットボール選手。現役時代のポジションはコーナーバック。

## 経歴

### プロ入り前
高校時代は、コーナーバックだけでなく、ワイドレシーバーとしても起用された。また陸上競技の走高跳で6フィート2インチの高校記録を樹立、200mの選手でもあった。
オレゴン州立大学に進学した彼は、2002年を練習生で過ごした後、全試合に先発出場するようになった。2003年には、フットボールライター協会、スポーティングニュースより、フレッシュマンのオールアメリカンに選ばれた。またパシフィック・テン・カンファレンスのセカンドチームにも選ばれた。この年6インターセプト、43タックル、6パスブロック、2ファンブルフォースの成績を残した。2004年には相手校のエースレシーバーのマークにつき、44タックル、1サック、9パスブロックをあげて、NFLドラフトレポートから、オールアメリカとオールカンファレンスに選ばれた。

### プロ入り後
2005年、デンバー・ブロンコスとドラフト外フリーエージェントで契約を結んだ。インターセプト能力や、トレーニングキャンプでのアグレッシブなプレー、ゴールラインディフェンス、レッドゾーンでの守備で首脳陣にアピールしたが、8月20日のサンフランシスコ・フォーティナイナーズ戦で左前腕を骨折、8月25日に故障者リスト入りした。2006年7月24日、ブロンコスからウェーバーされた。
同年、CFLのカルガリー・スタンピーダーズと契約、2007年から2010年まで4シーズンプレーした。2008年にはオールスターに選ばれる活躍を見せて、チームのグレイ・カップ優勝に貢献した。2009年、2010年にもオールスターに選ばれている。68試合で206タックル、2サック、12インターセプト、2タッチダウンをあげた。2008年には61タックル、2010年には5インターセプトをあげている。
2011年、シアトル・シーホークスと契約、全試合に先発出場した。第5週のニューヨーク・ジャイアンツ戦では第4Q終盤、94ヤードのインターセプトリターンTDをあげて勝利に貢献した。第13週のフィラデルフィア・イーグルス戦では、ヴィンス・ヤングから2インターセプトをあげた。2012年1月24日、カルロス・ロジャースの代役でプロボウルに選ばれた。この年6インターセプト、2リターンTDをあげた。
2012年、第2週のダラス・カウボーイズ戦では4タックル、1インターセプト、1ファンブルフォースの活躍で勝利に貢献した。第9週のミネソタ・バイキングス戦では第4Qにインターセプトを奪取した。運動能力強化薬物(RED)規定違反の疑いで、リチャード・シャーマンとともに、シーズン終盤の4試合の出場停止処分を受けた。シャーマンとともに、異議申し立てを行ったが、2人同時に出場停止となると、プレーオフ争いをしているチームに痛手となることから、12月4日ブラウナーは異議申し立てを撤回し、処分を受けた。プレーオフよりチームに復帰している。なおシャーマンの処分は取り消しとなった。
2013年は8試合に出場した後、怪我のため欠場していたが、12月に薬物規定違反により、1年間の出場停止処分を受け、さらに無期限の出場停止処分を受けた。チームは第48回スーパーボウル優勝を果たしたが、彼は大一番に出場できなかった。
2014年3月14日、ニューイングランド・ペイトリオッツと3年1700万ドルの契約を結んだ。無期限出場停止処分からの復帰が認められたが、2014年は開幕から4試合の出場停止処分を受けた。ペイトリオッツは、第49回スーパーボウルに出場、2年連続スーパーボウル優勝を果たした。試合中、6フィート5インチの長身WRクリス・マシューズに、5フィート10インチのカイル・アリントンがミスマッチを突かれてロングゲインを許したことから、マシューズのカバーに自分が回ることを直訴、その後マシューズにキャッチを許さなかった。またシーホークスの最後のプレーでは、当初リカルド・ロケットをマークしていたマルコム・バトラーをブロックするはずだったジャーメイン・カースをスクリメージラインでブロックし、バトラーのインターセプトにつなげた。
2015年3月12日、ニューオーリンズ・セインツと3年契約を結んだ。しかしこのシーズンは低調なパフォーマンスに終わり、シーズンで最も多くの反則を犯した選手となってしまった。結局この年限りでセインツから放出された。
2016年は古巣のシーホークスと契約する も、プレシーズン第3週終了後にリリースされた。
2018年7月、ブラウナーは元交際相手の女性宅に侵入し、ロレックスの時計を盗むなど強盗殺人未遂の罪で起訴され、懲役8年の判決を受けた。

## 人物
ラインバッカー並のサイズを持ち、フィジカルの強さを持ったコーナーバックである。
レシーバーとのコンタクトが認められている、スクリメージラインから5ヤード以内の地点での激しいコンタクトを行っており、同地区ライバルのサンフランシスコ・フォーティナイナーズQBアレックス・スミスからは、イリーガルコンタクトの反則が取られるべきだと言われたこともある。